# Herman I de Suabia
Herman I († 10 de diciembre 949) fue el primer duque de Suabia de la dinastía franca de los Conradinos. Hijo de Gebhard de Lotaringia, duque de Lorena, y primo del rey Conrado I de Alemania. Gobernó en Suabia entre 926 y 949.
Cuando el duque Burcard II murió en Novara mientras hacía campaña en Italia, el rey Enrique I el Pajarero ofreció el ducado a Herman. Al investirlo duque en el Reichstag de Worms, el rey demostró que él, y no la nobleza tribal, era el que tenía el poder para nombrar duques. Herman se casó con Regilinda, la viuda de Burcardo II.
Herman tuvo que hacer frente a una rebelión de sus vasallos en solo una ocasión, aunque sí que se vio obligado varias veces a hacer concesiones en Suiza: San Galo pasó a la protección directa del rey, y el duque perdió el gobierno sobre sus tierras y el beneficio de sus ingresos. Debido a sus posesiones en los puertos alpinos en Borgoña e Italia, sirvió obedientemente a los intereses de Otón I el Grande en sus reinos.
Tras la muerte de Herman, Otón el Grande nombró a su hijo Liudolfo duque de Suabia, en el año 950, en Worms. Luidolfo tenía derecho sobre el ducado por estar casado con Ida († 17 de mayo 986), la hija de Herman.
Aparte de ser duque, Herman fue conde de Lahngau desde 939, abad laico de Echternach desde 947 y conde de Auelgau desde 948. Fundó la iglesia de San Florín en Coblenza y fue enterrado en Reichenau.
| Predecesor: Burcardo II | Duque de Suabia 926-949 | Sucesor: Liudolfo |

- Datos: Q697220